# Too Lost in You
Too Lost in You − drugi singel Sugababes z ich trzeciego studyjnego albumu Three. Został wydany w grudniu 2003 roku, zadebiutował na #10 miejscu brytyjskiej listy przebojów.

## Lista utworów
| #   | Tytuł                                            | Czas |
| --- | ------------------------------------------------ | ---- |
| CD1 |                                                  |      |
| 1.  | "Too Lost in You"                                | 3:59 |
| 2.  | "Someone in My Bed"                              | 4:16 |
| 3.  | "Too Lost in You" (Kujay Dada's Bass Shaker mix) | 9:16 |
| 4.  | "Too Lost in You" (video)                        | 3:59 |
| CD2 |                                                  |      |
| 1.  | "Too Lost in You" (Love Actually version)        | 4:12 |
| 2.  | "Down Down"                                      | 2:50 |
| 3.  | "Too Lost in You" (Kardinal Beats LA remix)      | 4:50 |

## Listy przebojów
| Kraj              | Data            | Pozycja | Sprzedaż | Komentarz       |
| ----------------- | --------------- | ------- | -------- | --------------- |
| Wielka Brytania   | Grudzień 2003   | 10      | 75,000   |                 |
| Stany Zjednoczone | Styczeń 2004    | 100     |          | singel radiowy  |
| Tajwan            |                 | 4       |          |                 |
| Norwegia          | Luty 2004       | 7       |          |                 |
| Chiny             |                 | 8       |          |                 |
| Holandia          | Styczeń 2004    | 8       |          |                 |
| Szwajcaria        | Grudzień 2003   | 8       |          |                 |
| Irlandia          |                 | 13      |          |                 |
| Niemcy            | Grudzień 2003   | 14      |          |                 |
| Dania             |                 | 17      |          |                 |
| Francja           |                 | 22      |          |                 |
| Polska            |                 | 6       |          | singiel radiowy |
| Austria           | Grudzień 2003   | 26      |          |                 |
| Australia         | February 2004   | 31      |          |                 |
| Nowa Zelandia     | 4 kwietnia 2004 | 31      |          |                 |

| Pozycja | 31 | 33 | 36 | 34 | 40 | 43 |